# Laghi della Mongolia
I laghi in Mongolia sono distribuiti in modo non uniforme in tutto il paese. Alcuni dei più grandi si trovano nella Depressione dei Grandi Laghi tra le catene degli Altaj, i Hangaj e i Tannu-Ola. Il lago Uvs Nuur è il più esteso, ma l'Hôvsgôl, che si trova in una fossa tettonica a sud della catena russa dei monti Sajany, ha il maggior volume a causa della sua grande profondità. Altri laghi, in zone di steppa e nel deserto del Gobi, sono di solito piccoli e poco profondi.
La superficie totale dei laghi è 16.003 km². L'83,7% del numero totale dei laghi consiste in piccoli laghi con superficie inferiore a 0,1 km². Ci sono ben 3.060 laghi di tali dimensioni.
|    | Nome                | Nome in mongolo     | Provincia   | Altitudine m | Area, km² | Lunghezza massima km | Larghezza media, km | Larghezza massima, km | Profondità media, m | Profondità massima, m | Volume, km3 |
| -- | ------------------- | ------------------- | ----------- | ------------ | --------- | -------------------- | ------------------- | --------------------- | ------------------- | --------------------- | ----------- |
| 1  | Uvs Nuur            | Увс нуур            | Uvs         | 759          | 3.350     | 84                   | 40                  | 79                    | 11,9                | 20                    | 39,6        |
| 2  | Hôvsgôl Nuur        | Хөвсгөл нуур        | Hôvsgôl     | 1.645        | 2.760     | 136                  | 20,8                | 36,5                  | 137,9               | 262                   | 380,7       |
| 3  | Har-Us nuur         | Хар-Ус нуур         | Hovd        | 1.157        | 1.578     | 72,2                 | 26                  | 27                    | 2,2                 | 4,5                   | 3,432       |
| 4  | Hjargas nuur        | Хяргас нуур         | Uvs         | 1.028,5      | 1.407     | 75                   | 19                  | 31                    | 46,9                | 80                    | 66,034      |
| 5  | Bujr nuur           | Буйр нуур           | Dornod      | 581          | 615       | 40                   | 15                  | 21                    | 6,5                 | 10,2                  | 3,784       |
| 6  | Har Nuur (Hovd)     | Хар нуур            | Hovd        | 1.132        | 575       | 37                   | 16                  | 24                    | 4,2                 | 7                     | 2,422       |
| 7  | Dôrgôn nuur         | Дөргөн нуур         | Hovd        | 1.132        | 305       | 24                   | 13                  | 17                    | 14,3                | 27                    | 4,367       |
| 8  | Ačit Nuur           | Ачит нуур           | Uvs, Hovd   | 1.435        | 297       | 24                   | 12                  | 18                    | 2,2                 | 5                     | 0,665       |
| 9  | Bôôn Cagaan nuur    | Бөөн Цагаан нуур    | Bajanhongor | 1.312        | 252       | 24                   | 11                  | 19                    | 9,3                 | 16                    | 2,355       |
| 10 | Ùùrėg nuur          | Үүрэг нуур          | Uvs         | 1.425        | 239       | 20                   | 12                  | 18                    | 26,9                | 42                    | 6,419       |
| 11 | Tėlmėn nuur         | Тэлмэн нуур         | Zavhan      | 1.789        | 194       | 28                   | 12                  | 16                    | 13,8                | 27                    | 2,671       |
| 12 | Ulaan nuur          | Улаан нуур          | Ômnôgov’    | 1.008        | 175       | -                    | -                   | -                     | -                   | -                     | -           |
| 13 | Sangijn Dalaj nuur  | Сангийн Далай нуур  | Hôvsgôl     | 1.888        | 165       | 32                   | 5                   | 13                    | 12,1                | 30                    | 1,995       |
| 14 | Ajrag nuur          | Айраг нуур          | Uvs         | 1.030        | 143       | 18                   | 9                   | 13                    | 5,7                 | 10                    | 0,820       |
| 15 | Orog nuur           | Орог нуур           | Bajanhongor | 1.217        | 140       | 31.8                 | 2                   | 7,7                   | 3,0                 | 5                     | 0,420       |
| 16 | Jah’ nuur           | Яхь нуур            | Dornod      | 670          | 97        | 20.4                 | 4.2                 | 11,9                  | 2,3                 | 4                     | 0,223       |
| 17 | Har Nuur (Zavhan)   | Хар нуур            | Zavhan      | 1.980        | 84,5      | 29,3                 | 3,5                 | 6,6                   | 19,6                | 47                    | 1,654       |
| 18 | Tolbo nuur          | Толбо нуур          | Bajan-Ôlgij | 2.080        | 84        | 21                   | 4                   | 7                     | 6,8                 | 12                    | 0,571       |
| 19 | Hurgan nuur         | Хурган нуур         | Bajan-Ôlgij | 2.072        | 71        | 23,3                 | 3                   | 6                     | 7,8                 | 28                    | 0,537       |
| 20 | Dajan nuur          | Даян нуур           | Bajan-Ôlgij | 2.232        | 67        | 18                   | 4                   | 9                     | 2,3                 | 4                     | 0,157       |
| 21 | Dood Cagaan nuur    | Доод Цагаан нуур    | Hôvsgôl     | 1.538        | 64        | 18                   | 4                   | 7                     | 6,0                 | 14                    | 0,384       |
| 22 | Bajan nuur          | Баян нуур           | Zavhan      | 1.491        | 64        | 14                   | 5                   | 8                     | 21,7                | 50                    | 1,390       |
| 23 | Har-Us nuur (Uvs)   | Хар-Ус нуур         | Uvs         | 1.574        | 63        | 19                   | 5                   | 7,8                   | 5,2                 | 8,2                   | 0,3265      |
| 24 | Ojgon nuur          | Ойгон нуур          | Zavhan      | 1.664        | 61        | 18                   | 3                   | 8                     | 3,4                 | 8                     | 0,207       |
| 25 | Terhijn Cagaan nuur | Тэрхийн Цагаан нуур | Arhangaj    | 2.060        | 61        | 16                   | 4                   | 6                     | 6,0                 | 20                    | 0,369       |
| 26 | Hoton nuur          | Хотон нуур          | Bajan-Ôlgij | 2.084        | 50        | 22                   | 2,3                 | 4                     | 26,8                | 58                    | 1,341       |